# Walter Marciano
Walter Marciano de Queirós, conosciuto semplicemente come Walter (Santos, 15 settembre 1931 – Valencia, 21 giugno 1961), è stato un calciatore brasiliano, con passaporto spagnolo, di ruolo attaccante.

## Biografia
Morì a soli 29 anni a causa di un incidente stradale.

## Carriera
È stato il primo calciatore brasiliano a vestire la maglia del Valencia. Vanta sette presenze con la nazionale brasiliana.